# ASローマ (女子)
ASローマ（AS Roma）は、ASローマ・フェンミニーレ（AS Roma Femminile）またはASローマ・ウィメン（AS Roma Women）とも呼ばれる、イタリア・ローマを本拠地とする女子サッカークラブである。

## 概要
2018年に男子サッカークラブのASローマが、女子セリエAに所属していたSSDレス・ローマのライセンスを引き継ぎ、女子部門が設立された。初代監督にエリザベッタ・バヴァニョーリを迎え、初年度となる2018-19シーズンはトップハーフとなる4位に入った。2020年8月にはアメリカ人の実業家ダン・フリードキンがクラブを買収し、新オーナーに就任。新体制となったこの2020-21シーズンにクラブはコッパ・イタリアを制し初タイトルを獲得した。
2021年6月、3年間監督を務めていたバヴァニョーリが新たに創設された女子部門のトップの役職 (Head of Women's Football)に昇格し、新監督としてアレッサンドロ・スプンニャが招聘された。スプンニャ体制1年目はセリエAで2位に入り、翌2022-23シーズンはUEFA女子チャンピオンズリーグに初出場すると予選、グループステージを突破しベスト8に進出。またセリエAでは5連覇を果たしていたユヴェントスFCを抑え初のスクデットを獲得した。

## 成績
| 2018-19 | セリエA | 4位 | コッパ・イタリア | ベスト4 |     |                      |
| 2019-20 | セリエA | 4位 | コッパ・イタリア | ベスト4 |     |                      |
| 2020-21 | セリエA | 5位 | コッパ・イタリア | 優勝    |     |                      |
| 2021-22 | セリエA | 2位 | コッパ・イタリア | 準優勝  |     |                      |
| 2022-23 | セリエA | 1位 | コッパ・イタリア | 準優勝  | WCL | ベスト8              |
| 2023-24 | セリエA | 1位 | コッパ・イタリア | 優勝    | WCL | グループステージ敗退 |
| 2024-25 | セリエA | 3位 | コッパ・イタリア | 準優勝  | WCL | グループステージ敗退 |

## タイトル
- セリエA：2回
  - 2022-23, 2023-24
- コッパ・イタリア（英語版）：2回
  - 2020-21, 2023-24
- スーペルコッパ・イタリアーナ（英語版）：2回
  - 2022, 2024

## 現所属選手
2024年10月19日現在
注：選手の国籍表記はFIFAの定めた代表資格ルールに基づく。
| No. | Pos. |            | 選手名                         |
| --- | ---- | ---------- | ------------------------------ |
| 1   | GK   | チェコ     | オリヴィエ・ルカーショヴァー   |
| 2   | DF   | 日本       | 南萌華                         |
| 3   | DF   | イタリア   | ルチーア・ディ・グリェルモ     |
| 6   | DF   | スペイン   | オイアネ・バルデサテ           |
| 7   | FW   | カナダ     | エヴリン・ヴィアン             |
| 8   | MF   | 日本       | 熊谷紗希                       |
| 9   | FW   | イタリア   | ヴァレンティーナ・ジャチンティ |
| 10  | MF   | イタリア   | マヌエーラ・ジュリャーノ       |
| 11  | FW   | ノルウェー | エミリー・ハーヴィ             |
| 12  | GK   | ルーマニア | カメリア・チェアザル           |
| 14  | DF   | スイス     | エセオサ・アイグボグン         |
| 15  | MF   | イタリア   | ジューリア・ドラゴーニ         |
| 16  | FW   | イタリア   | アリーチェ・コレッリ           |

| No. | Pos. |              | 選手名                 |
| --- | ---- | ------------ | ---------------------- |
| 17  | FW   | スイス       | アラヤ・ピルグリム     |
| 18  | FW   | イタリア     | ベネデッタ・リョンナ   |
| 19  | DF   | オーストリア | ヴェレーナ・ハンショー |
| 20  | MF   | イタリア     | ジャーダ・グレッジ     |
| 22  | MF   | イタリア     | マルタ・パンディーニ   |
| 23  | DF   | フランス     | アワ・シソコ           |
| 25  | DF   | デンマーク   | フレデリケ・トーガセン |
| 30  | GK   | オーストリア | イザベラ・クレシェ     |
| 32  | DF   | イタリア     | エーレナ・リナーリ     |
| 47  | FW   | イタリア     | ジューリア・ガッリ     |
| 51  | MF   | デンマーク   | サネ・トロエルスゴール |
| 52  | GK   | イタリア     | リリアーナ・メロッラ   |
| 88  | MF   | スロベニア   | マヤ・マドン           |

## 歴代監督
- エリザベッタ・バヴァニョーリ（英語版） 2018-2021
- アレッサンドロ・スプンニャ（英語版） 2021-

## 歴代所属選手
- 南萌華 2022-
- 熊谷紗希 2023-2025